# Xilomanzia
La xilomanzia (da "xilo-" cioè legno e "-manzia" cioè divinazione) è la pratica divinatoria che esamina pezzi di legno. Anticamente era utilizzata soprattutto in Slavonia, consiste nel ricavare predizioni e presagi dalla posizione e dalle forme create dal legname secco, rami caduti e tronchi che si incontrano camminando.
In certe versioni di essa si usano i rami caduti per cause naturali, in altre, si raccolgono questi rami, si spogliano di metà corteccia e per poi gettarli al suolo. Il disegno casuale risultante l'intreccio e la caduta, e particolarmente di quelli con la parte scortecciata rivolta verso l'alto, è il soggetto della divinazione.
Un'altra versione della xilomanzia prevede l'osservazione della legna che arde sul fuoco, da non confondere con la piromanzia.